# Графички алати
Графички алати су софтверски алати који повезују ресурсе у мрежи визуелна сарадња са аутором богате веб презентације, отпремање и дељење визуелних садржаја између тима и клијената унутар визуелног радног окружења. Ту могу помоћи повезана искуства људи из целог света и негују сарадњу пружајући динамичан радни простор за цртање, обележавање и преглед заједничког дизајна и докумената. Графички алати користе визуализација као технику за креирање графичког приказа мрежног образаца референце у дискурсу сарадње.
Како корпоративни подаци постају сложенији, Графички алати ће постати све кориснији пословни алат. IBM Many Eyes је бесплатан јавни сајт креиран од стране Фернанда Виегаса и Мартина М. Ватенберг који омогућава било коме да створи визуелизацију из података. Осим тога, графички алати се користе у корпоративном свету за сценарио планирања и Процесно вођене апликације. Такође можемо да замислимо неколико пословних сценарија у којима визуализација може бити од помоћи.
- Тим који ради комплексну анализу тржишта може да користи заједнички дизајн Интернет сајта да се много боље разумело, него што је то могуће данас од начина на који подаци месеца разликују од претходних месеци.
- Компанија тражи да исцедите трошкове из свог ланца снабдевања, што се може описати Мапирање стабла. Мапирање стабла показује релативне трошкове, порекло артикла, омогућавајући "many eyes"-ових радника и добављача да уоче нове области за потенцијалне уштеде.

Графички алати се могу поделити у две категорије:
- Алати Беле плоче: су софтверски алати који повезују кориснике у онлајн визуелни радни простор, где могу да цртају, означавају, чувају и отпремају дизајн на празном платну.
- Алати за моделовање: су софтверски алати који се фокусирају на развој 2D и 3D модела, докумената, протока и графикона. Постоји неколико алата доступних за коришћење.